# 出公 (秦)
出公（しゅつこう）は、秦の第23代公。

## 生涯
恵公12年（紀元前388年）、恵公の子として生まれる。
恵公13年（紀元前387年）、恵公が薨去すると、後を継いで秦公となった。
出公2年（紀元前385年）、庶長が霊公の子である献公を河西から迎えて秦公に就かせ、出公とその母を殺して深淵に沈めた。
秦ではこれまでしばしば君主を替えたので、君臣が離間し、これに乗じて晋が河西の地を奪っていった。

## 参考資料
- 『史記』（秦本紀第五）